# Chang Yaw-Teing
Detta är ett kinesiskt namn; familjenamnet är Chang.
Chang Yaw-Teing (förenklad kinesiska: 张耀腾; traditionell kinesiska: 張耀騰; pinyin: Zhāng Yàoténg), född den 28 mars 1965 i länet Tainan på Taiwan, är en före detta basebollspelare som tog silver vid olympiska sommarspelen 1992 i Barcelona.